# Liste des monuments historiques de Brecht
Cette page regroupe l'ensemble des monuments classés de la ville de Brecht dans la province d'Anvers en Belgique.
| Objet                                                      | Statut du classement? | Année de construction/architecte | Section communale   | Adresse                    | Coordonnées                      | Numéro d'inventaire | Illustration                                               |
| ---------------------------------------------------------- | --------------------- | -------------------------------- | ------------------- | -------------------------- | -------------------------------- | ------------------- | ---------------------------------------------------------- |
| (nl) Parochiekerk Sint-Michiel                             | Oui                   |                                  | Brecht              | Biest 1                    | 51° 21′ 05″ nord, 4° 38′ 34″ est | 12843               | (nl) Parochiekerk Sint-Michiel                             |
| (nl) Kapel Onze-Lieve-Vrouw Zeven Weeen                    | Oui                   |                                  | Brecht              | Broeckhovenstraat 5        | 51° 21′ 11″ nord, 4° 39′ 46″ est | 12844               | Téléverser                                                 |
| (nl) Grote Vraaghoeve                                      | Oui                   |                                  | Brecht              | De Vraagstraat 8           | 51° 17′ 50″ nord, 4° 36′ 24″ est | 12845               | Téléverser                                                 |
| (nl) Kasteel Neut met park                                 |                       |                                  | Brecht              | Gemeentepark 1             | 51° 20′ 55″ nord, 4° 38′ 24″ est | 12846               | (nl) Kasteel Neut met park                                 |
| (nl) Neogotisch gemeentehuis 1860                          | Oui                   |                                  | Brecht              | Gemeenteplaats 1           | 51° 21′ 01″ nord, 4° 38′ 37″ est | 12847               | Téléverser                                                 |
| (nl) Hoeve ABMCB 1905                                      |                       |                                  | Brecht              | Hoekstraat 7               | 51° 21′ 24″ nord, 4° 37′ 25″ est | 12848               | Téléverser                                                 |
| (nl) Hoeve 1867                                            |                       |                                  | Brecht              | Hoekstraat 29              | 51° 21′ 36″ nord, 4° 37′ 03″ est | 12849               | Téléverser                                                 |
| (nl) Hoeve                                                 |                       |                                  | Brecht              | Hoekstraat 36              | 51° 21′ 26″ nord, 4° 37′ 09″ est | 12850               | Téléverser                                                 |
| (nl) Hoeve de Vos                                          |                       |                                  | Brecht              | Krekelbergstraat 25        | 51° 19′ 57″ nord, 4° 37′ 31″ est | 12851               | Téléverser                                                 |
| (nl) Hoeve                                                 |                       |                                  | Brecht              | Lege Weg 2                 | 51° 21′ 19″ nord, 4° 39′ 45″ est | 12852               | Téléverser                                                 |
| (nl) Herenhuis                                             |                       |                                  | Brecht              | Lessiusstraat 22           | 51° 21′ 09″ nord, 4° 38′ 47″ est | 12853               | Téléverser                                                 |
| (nl) Waterhoeve of Goed van Brecht                         | Oui                   |                                  | Brecht              | Lessiusstraat 29           | 51° 21′ 03″ nord, 4° 38′ 50″ est | 12854               | Téléverser                                                 |
| (nl) Stenen Molen                                          | Oui                   |                                  | Brecht              | Molenstraat 21             | 51° 20′ 51″ nord, 4° 38′ 11″ est | 12856               | (nl) Stenen Molen                                          |
| (nl) Hoeve en omwalling                                    |                       |                                  | Brecht              | Paepestraat 1              | 51° 20′ 34″ nord, 4° 38′ 41″ est | 12857               | Téléverser                                                 |
| (nl) Hoeve PBL 1800                                        |                       |                                  | Brecht              | Schoordijkweg 2            | 51° 20′ 58″ nord, 4° 36′ 26″ est | 12859               | Téléverser                                                 |
| (nl) Hoeve Starrenborg                                     |                       |                                  | Brecht              | Schotensteenweg 14         | 51° 20′ 15″ nord, 4° 37′ 10″ est | 12860               | Téléverser                                                 |
| (nl) Parochiekerk Sint-Willibrordus                        |                       |                                  | Brecht              | Sint Willebrordusstraat 12 | 51° 20′ 31″ nord, 4° 36′ 18″ est | 12861               | Téléverser                                                 |
| (nl) Neogotisch shoolgebouwtje 1898                        |                       |                                  | Brecht              | Sint Willebrordusstraat 27 | 51° 20′ 33″ nord, 4° 36′ 16″ est | 12862               | Téléverser                                                 |
| (nl) Sint-Theobalduskapel                                  | Oui                   |                                  | Brecht              | Tilburgbaan 69             | 51° 19′ 43″ nord, 4° 37′ 29″ est | 12863               | Téléverser                                                 |
| (nl) Hoeve 1852                                            | Oui                   |                                  | Brecht              | Lochtsebaan 2              | 51° 19′ 40″ nord, 4° 37′ 39″ est | 12864               | Téléverser                                                 |
| (nl) Hoeve De Broeigans                                    | Oui                   |                                  | Brecht              | Tilburgbaan 52             | 51° 19′ 41″ nord, 4° 37′ 31″ est | 12865               | Téléverser                                                 |
| (nl) Hoeve                                                 |                       |                                  | Brecht              | Van Pulstraat 1            | 51° 20′ 47″ nord, 4° 38′ 35″ est | 12866               | Téléverser                                                 |
| (nl) Tramstation, nu restaurant De Statie                  | Oui                   |                                  | Brecht              | Venusstraat 20             | 51° 20′ 54″ nord, 4° 38′ 19″ est | 12868               | (nl) Tramstation, nu restaurant De Statie                  |
| (nl) Neogotiek Onze-Lieve-Vrouw Lourdeskapel               |                       |                                  | Sint-Job-in-'t Goor | Hogebaan                   | 51° 17′ 50″ nord, 4° 34′ 07″ est | 12869               | Téléverser                                                 |
| (nl) Boerenhuis                                            |                       |                                  | Sint-Job-in-'t Goor | Kattenhoflaan 43           | 51° 17′ 25″ nord, 4° 34′ 15″ est | 12872               | Téléverser                                                 |
| (nl) Kapelhoeve                                            |                       |                                  | Sint-Job-in-'t Goor | Kerklei 9                  | 51° 17′ 34″ nord, 4° 34′ 44″ est | 12874               | Téléverser                                                 |
| (nl) Woonstalhuis                                          |                       |                                  | Sint-Job-in-'t Goor | Kerklei 12                 | 51° 17′ 32″ nord, 4° 34′ 42″ est | 12875               | Téléverser                                                 |
| (nl) Gemeentehuis 1893                                     |                       |                                  | Sint-Job-in-'t Goor | Kerklei 13                 | 51° 17′ 33″ nord, 4° 34′ 45″ est | 12876               | Téléverser                                                 |
| (nl) Parochiekerk Sint-Job                                 |                       |                                  | Sint-Job-in-'t Goor | Kerklei 46                 | 51° 17′ 33″ nord, 4° 35′ 01″ est | 12877               | Téléverser                                                 |
| (nl) XVIII-Pastorie, tuinpoort 1779                        |                       |                                  | Sint-Job-in-'t Goor | Kerklei 57                 | 51° 17′ 35″ nord, 4° 35′ 00″ est | 12879               | Téléverser                                                 |
| (nl) Ringenhoeve                                           |                       |                                  | Sint-Job-in-'t Goor | Ringven 1                  | 51° 17′ 14″ nord, 4° 35′ 26″ est | 12880               | Téléverser                                                 |
| (nl) Arbeidershuizen                                       |                       |                                  | Sint-Lenaarts       | Boudewijnstraat 1          | 51° 20′ 11″ nord, 4° 39′ 22″ est | 12881               | Téléverser                                                 |
| (nl) Arbeidershuizen                                       |                       |                                  | Sint-Lenaarts       | Boudewijnstraat 3          | 51° 20′ 11″ nord, 4° 39′ 22″ est | 12881               | Téléverser                                                 |
| (nl) Arbeidershuizen                                       |                       |                                  | Sint-Lenaarts       | Boudewijnstraat 4          | 51° 20′ 11″ nord, 4° 39′ 22″ est | 12881               | Téléverser                                                 |
| (nl) Arbeidershuizen                                       |                       |                                  | Sint-Lenaarts       | Boudewijnstraat 5          | 51° 20′ 11″ nord, 4° 39′ 22″ est | 12881               | Téléverser                                                 |
| (nl) Arbeidershuizen                                       |                       |                                  | Sint-Lenaarts       | Boudewijnstraat 6          | 51° 20′ 11″ nord, 4° 39′ 22″ est | 12881               | Téléverser                                                 |
| (nl) Parochiekerk Sint-Leonardus                           | Oui                   |                                  | Sint-Lenaarts       | Dorpsstraat 21             | 51° 20′ 51″ nord, 4° 40′ 47″ est | 12883               | Téléverser                                                 |
| (nl) Herenhuis                                             |                       |                                  | Sint-Lenaarts       | Dorpsstraat 17             | 51° 20′ 46″ nord, 4° 40′ 48″ est | 12884               | Téléverser                                                 |
| (nl) Neoclassicistische pastorie                           |                       |                                  | Sint-Lenaarts       | Dorpsstraat 19             | 51° 20′ 49″ nord, 4° 40′ 50″ est | 12885               | Téléverser                                                 |
| (nl) Dubbelhuis, kantoor                                   |                       |                                  | Sint-Lenaarts       | Dorpsstraat 38             | 51° 20′ 50″ nord, 4° 40′ 43″ est | 12888               | Téléverser                                                 |
| (nl) Kapel Onze Lieve Vrouw zonder Vlek Ontvangen B.V.     |                       |                                  | Sint-Lenaarts       | Dorpsstraat                | 51° 20′ 58″ nord, 4° 40′ 31″ est | 12890               | Téléverser                                                 |
| (nl) Boerderij                                             |                       |                                  | Sint-Lenaarts       | Groot Veerle 43            | 51° 19′ 29″ nord, 4° 40′ 41″ est | 12891               | Téléverser                                                 |
| (nl) Kasteel de Eester                                     |                       |                                  | Sint-Lenaarts       | Hoogstraatsebaan 93        | 51° 21′ 21″ nord, 4° 41′ 49″ est | 12893               | Téléverser                                                 |
| (nl) Steenbakkerij Jansen & Maes                           |                       |                                  | Sint-Lenaarts       | Vaartkant Links 39         | 51° 20′ 22″ nord, 4° 42′ 12″ est | 12896               | Téléverser                                                 |
| (nl) Steenbakkerij Cobricam N.V.                           | Oui                   |                                  | Sint-Lenaarts       | Vaartkant Links 44         | 51° 20′ 13″ nord, 4° 43′ 06″ est | 12897               | Téléverser                                                 |
| (nl) Remise in gemeentepark                                | Oui                   |                                  | Brecht              | Gemeentepark 2             | 51° 20′ 56″ nord, 4° 38′ 21″ est | 200475              | (nl) Remise in gemeentepark                                |
| (nl) Gewezen schepenbank en kaak (voetstuk van schandpaal) | Oui                   |                                  | Brecht              | Mudaeusstraat              | 51° 20′ 57″ nord, 4° 38′ 35″ est | 200480              | (nl) Gewezen schepenbank en kaak (voetstuk van schandpaal) |
| (nl) Onze-Lieve-Vrouw klein Veerlekerk                     |                       |                                  | Sint-Lenaarts       | Klein Veerle               | 51° 20′ 08″ nord, 4° 39′ 52″ est | 201243              | Téléverser                                                 |